# El Noba
Lautaro René Coronel (Florencio Varela, 15 de enero de 1997 - Florencio Varela, 3 de junio de 2022), conocido artísticamente como El Noba, fue un cantante y compositor argentino. En 2021 saltó a la fama tras lanzar la canción «Tamo Chelo».

## Biografía
Nació el 15 de enero de 1997 en Florencio Varela, provincia de Buenos Aires. En su adolescencia trabajó como albañil, al igual que su padre. También trabajó como repartidor de comida, pero durante la cuarentena por la pandemia de COVID-19, la Policía de la Provincia de Buenos Aires le secuestró la motocicleta con la que trabajaba. Fue entonces cuando comenzó a incursionar en Instagram, donde sus seguidores le enviaban preguntas pidiéndole consejos para que él contestase. Se dice que se caracterizaba por tener una personalidad carismática, por lo que rápidamente se ganó el cariño de parte de la gente.

### Nombre artístico
Fue conocido en parte del mundo de la música y las redes sociales como El Noba, un apodo que surgió, según él mismo contó, de la frase “no bajo ni con pasta”, en alusión al consumo de drogas que lo afectó durante su juventud.

## Carrera musical

### Inicios
Luego de comenzar a incursionar en Instagram se adentró en el mundo del streaming, logrando transmitir un vivo con el influencer Santiago Maratea. Fue entonces cuando, con la intención de dar el salto a la música, se juntó con Diamante Ayala, cantante oriundo de Florencio Varela, con quien compuso el tema «Tamo Chelo», su primer hit.

### 2021: «Tamo Chelo» y salto a la fama
En 2021 lanzó su primer tema, «Tamo Chelo», con el cual rápidamente saltó a la fama, siendo furor en la redes sociales y hasta lograr el debut en la lista Argentina Hot 100 de Billboard. Tiempo después conoció a Leandro Vecchio, conocido como “Infinit”, dueño de un auto radio, quien se convertiría en una especie de mánager. Luego lanzó «Del Año», su segundo tema, que fue número uno en tendencias a través de YouTube y tras una seguidilla de shows se convertiría en artista de Kriterio Music, el sello discográfico del productor argentino DT.Bilardo.
El 11 de septiembre de 2021 se estrenó su tema «Trucho» junto al cantante argentino Perro Primo y los productores Al Records y DT Bilardo, esta canción se convirtió en disco de oro y terminó de disparar su popularidad en las redes sociales. En diciembre de ese mismo año colaboró con Perro Primo y R-Jota, sacaron un tema llamado "yendo no llegando" el cual se volvió un hit con más de 45 millones de reproducciones en YouTube. También se convirtió en una frase usada popularmente entre personajes públicos argentinos como Chiqui Tapia y Florencia Peña, entre otros.

### 2022: Colaboraciones y reconocimiento
En 2022 lanzó varios temas en colaboración, entre ellos «Pica» junto a La Joaqui, «Salimo en caravana» junto a The La Planta y Locura Mix, «Allá» con los argentinos R Jota y DJ Plaga, entre otros. El 7 de mayo de ese mismo año, se unió a «Turra (Remix)» con R Jota y Papichamp.
A principios de junio de ese mismo año, su equipo de producción lanzó su primer sencillo póstumo, fue el remix de «Tamo Chelo», en el cual colaboraron los artistas L-Gante, Callejero Fino, Kaleb Di Masi y Juanka. El sencillo se posicionó en lo más alto de YouTube el mismo día de su lanzamiento, llegando a las 2 millones de reproducciones en menos de un día, también el videoclip, que fue lanzado dos días después, pasó las 500 mil reproducciones en menos de 12 horas.

## Accidente y fallecimiento
Coronel tuvo un accidente con su motocicleta Yamaha YZ250 el 24 de mayo de 2022, en la localidad de Florencio Varela. Conduciendo sin casco y haciendo wheelies, iba a gran velocidad por la calle Luis Braille, donde, al llegar al cruce con la calle Solís, impactó en el lateral izquierdo de un vehículo Peugeot 308 y cayó al pavimento golpeando su cabeza contra el mismo.
Fue ingresado en el Hospital de alta complejidad en red El Cruce, Dr. Néstor Kirchner, en Florencio Varela, en el cual permaneció más de diez días en terapia intensiva con ventilación mecánica; cuatro días después de su ingreso el primer parte médico dio a conocer que su estado era crítico y su pronóstico reservado. También recibió visitas de artistas como L-Gante, Perro Primo, La Joaqui y otros integrantes de Cumbia 420.
El 3 de junio de 2022, a las 13:00, el hospital donde se encontraba internado informó de su fallecimiento. Su velatorio fue realizado al día siguiente en el Polideportivo Thevenet de Florencio Varela, acompañado por su familia y multitud de fanáticos. Dos días después, el Club Social y Deportivo Defensa y Justicia, del cual Coronel era simpatizante, le rindió un homenaje en la formación con una bandera con su cara y lema, y también, se hizo un minuto de silencio cuando la voz del estadio proclamó: "Hacemos un instante de silencio, porque se han ido de gira las siguientes personas".
Se encuentra enterrado en el cementerio municipal de Florencio Varela.

## Discografía

### Sencillos
| Año                                                                            | Título                                                                          | Posicionamiento en listas | Certificaciones  | Álbum |
| Año                                                                            | Título                                                                          | ARG                       | Certificaciones  | Álbum |
| ------------------------------------------------------------------------------ | ------------------------------------------------------------------------------- | ------------------------- | ---------------- | ----- |
| 2021                                                                           | «Tamo Chelo»                                                                    | 8                         | - CAPIF: Platino |       |
| 2021                                                                           | «Tamo Chelo Remix» (con Mambo DJ)                                               | —                         |                  |       |
| 2021                                                                           | «Tamo Chelo Remix» (con Locura Mix)                                             | —                         |                  |       |
| 2021                                                                           | «Tamo Chelo Remix» (con Maty Deejay)                                            | —                         |                  |       |
| 2021                                                                           | «Del año»                                                                       | 88                        |                  |       |
| 2021                                                                           | «Trucho» (con Perro Primo y DT.Bilardo)                                         | 26                        | - CAPIF: Oro     |       |
| 2021                                                                           | «Cumbia piola» (con Al Records y DT.Bilardo)                                    | —                         |                  |       |
| 2021                                                                           | «Mecha» (con Perro Primo y DT.Bilardo)                                          | —                         |                  |       |
| 2021                                                                           | «Natalia» (con DT.Bilardo y Juan FLP)                                           | —                         |                  |       |
| 2021                                                                           | DJ Tao, DT.Bilardo Turreo Sessions #7» (con DJ Tao y DT.Bilardo)                | 56                        |                  |       |
| 2021                                                                           | «Yendo no, llegando» (con Perro Primo, R Jota, DJ Plaga y DT.Bilardo)           | 9                         |                  |       |
| 2022                                                                           | «Fiesta loca» (con Matias Emmanuel)                                             | —                         |                  |       |
| 2022                                                                           | «Pica» (con La Joaqui y Al Records)                                             | —                         |                  |       |
| 2022                                                                           | «Salimo en caravana» (con The La Planta y Locura Mix)                           | 34                        |                  |       |
| 2022                                                                           | «Piloto» (con DJ Plaga)                                                         | —                         |                  |       |
| 2022                                                                           | «Allá» (con R Jota y DJ Plaga)                                                  | —                         |                  |       |
| 2022                                                                           | «Turra (Remix)» (con R Jota y Papichamp)                                        | —                         |                  |       |
| 2022                                                                           | «Tamo Chelo (Remix)» (con Callejero Fino, Juanka, L-Gante y Kaleb Di Masi)      | 8                         |                  |       |
| 2022                                                                           | «Trucho (Remix)» (con Perro Primo, Kevvo, Omar Montes, DT.Bilardo y Al Records) | —                         |                  |       |
| 2022                                                                           | «Teka» (con DJ Alex)                                                            | —                         |                  |       |
| 2022                                                                           | «Butakera» (con La Joaqui y Alan Gómez)                                         | —                         |                  |       |
| 2022                                                                           | «La Promo 22» (con R Jota)                                                      | —                         |                  |       |
| (—) Indica que el sencillo no fue lanzado o no se posicionó en ese territorio. |                                                                                 |                           |                  |       |